# B.E.A.S.T.
Projecto: Animal, no original em inglês B.E.A.S.T., (acrônimo de Biological Evolutionary Animal Simulation Test, é um romance de ficção científica escrito por Charles Eric Maine lançado em 1967, e publicado em Portugal pela Colecção Argonauta com o número 140.

## Sinopse
Harland é um agente do Departamento de Serviços Especiais britânico. Incumbido de investigar o possível uso indevido de um computador de pesquisa numa instalação secreta de pesquisa genética, a U.I.8, ele descobre que o diretor da unidade, o Dr. Charles Howard Gilley, está conduzindo um projeto particular que visa a criação de uma inteligência artificial – o "Animal". Os problemas de Harland começam quando percebe que Gilley não está disposto a abrir mão de sua pesquisa não-autorizada – mesmo que tenha de matar para isso.

## Temas
B.E.A.S.T. é escrito como um technothriller de espionagem. Há o agente secreto (inglês), que, todavia, é mais um burocrata do que propriamente um James Bond, há uma bela mulher (uma loura sueca) com quem o protagonista terá de lidar para desvendar o mistério, e um cientista louco, cuja sanidade é rapidamente perdida ao longo da história. Enquanto o lado "suspense" da história diverte e prende a atenção, a parte "ficção científica" é bastante inverossímil e datada.

## Ficção e realidade
- Na época em que o romance foi escrito, computadores eram máquinas enormes e extremamente caras, utilizadas em regime de tempo compartilhado. Portanto, o uso indevido do computador era considerado uma forma de roubo especializado.
- Mesmo um modesto computador pessoal da atualidade possui uma capacidade de processamento milhares de vezes superior ao do computador descrito em B.E.A.S.T.. Até por esse fato, torna-se difícil dar algum crédito a ideia de simular um organismo vivo – e inteligente – na memória de uma máquina como a do livro.
- O desfecho de B.E.A.S.T. é ainda mais difícil de digerir, pois sugere uma ligação metafísica entre a inteligência artificial e as fitas magnéticas em que a mesma havia sido originalmente armazenada.